# Hieronymus von Colloredo (General)
Hieronymus Reichsgraf von Colloredo-Waldsee, auch Wallsee, (* 1582; † 8. Juli 1638 in Saint-Omer) aus der Asquinischen Linie des Geschlechts der Colloredo, war ein kaiserlicher Kämmerer und General der Kavallerie.

## Herkunft und Familie
Hieronymus war Sohn des Begründers dieser Linie, Ludwig Colloredo und der Paula Gräfin von Polcenigo, der schon unter den Kaisern Maximilian II. und Rudolf II. als Kammerherr des kaiserlichen Hofstaates erschien. Er ging mit Kaiser Rudolf II., als dieser noch Erzherzog war, nach Spanien und wurde am 19. März 1588 zu Prag in den erbländischen und unter Bestätigung der Abstammung von denen von Wallsee in Friaul mit dem Prädikat „von Waldsee“ am 31. Juli 1591 in den Reichsfreiherrenstand aufgenommen. Neben dem jüngsten Bruder Rudolf sind noch vier weitere überliefert, Christoph († 1606), Page bei Erzherzog Matthias, Ferdinand und Friedrich, beide Soldaten in spanischem Dienst, die in der Lombardei fielen, und Lelius, kaiserlicher Obrist.

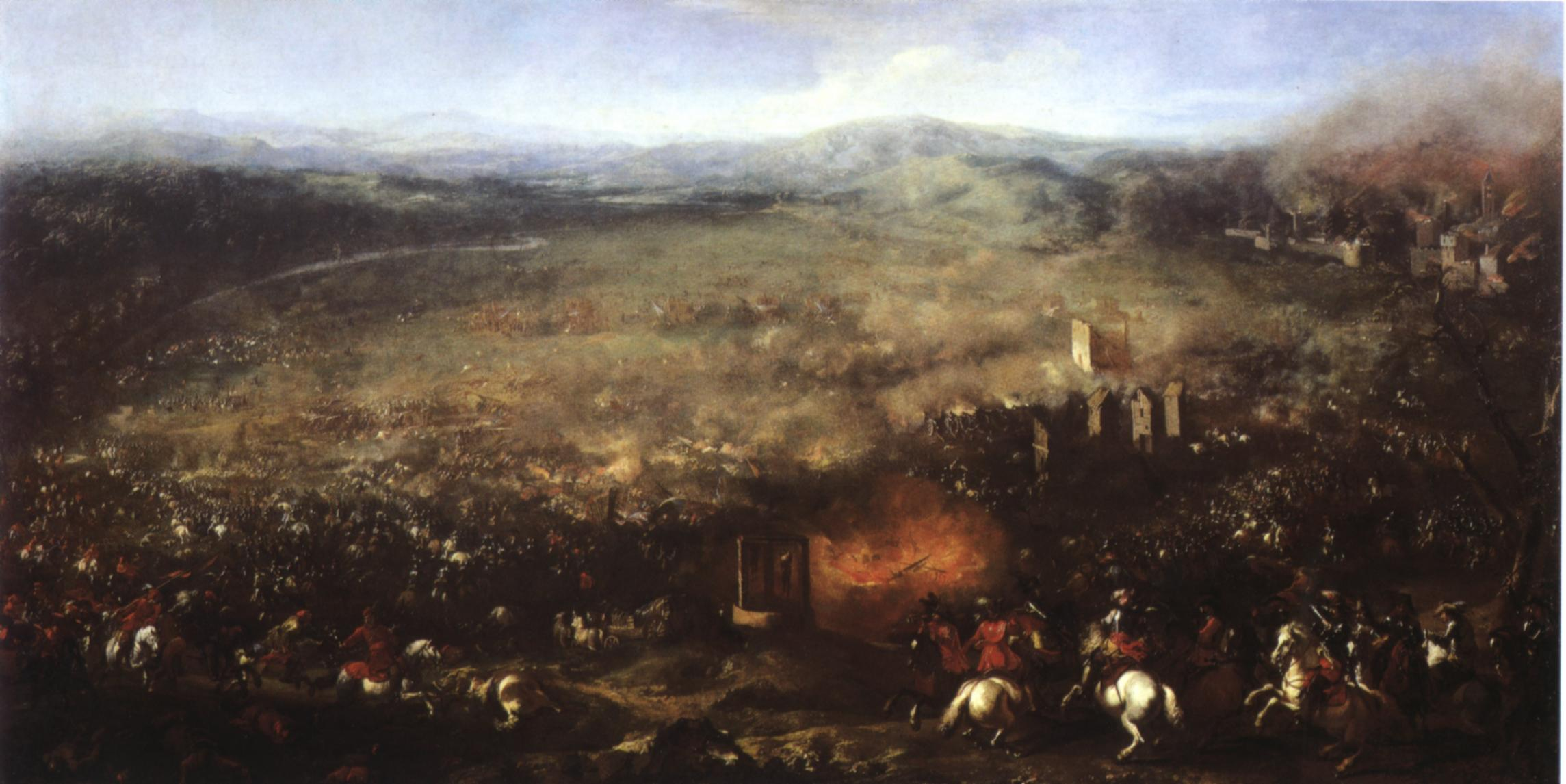
Schlacht bei Lützen 1632

## Biographie

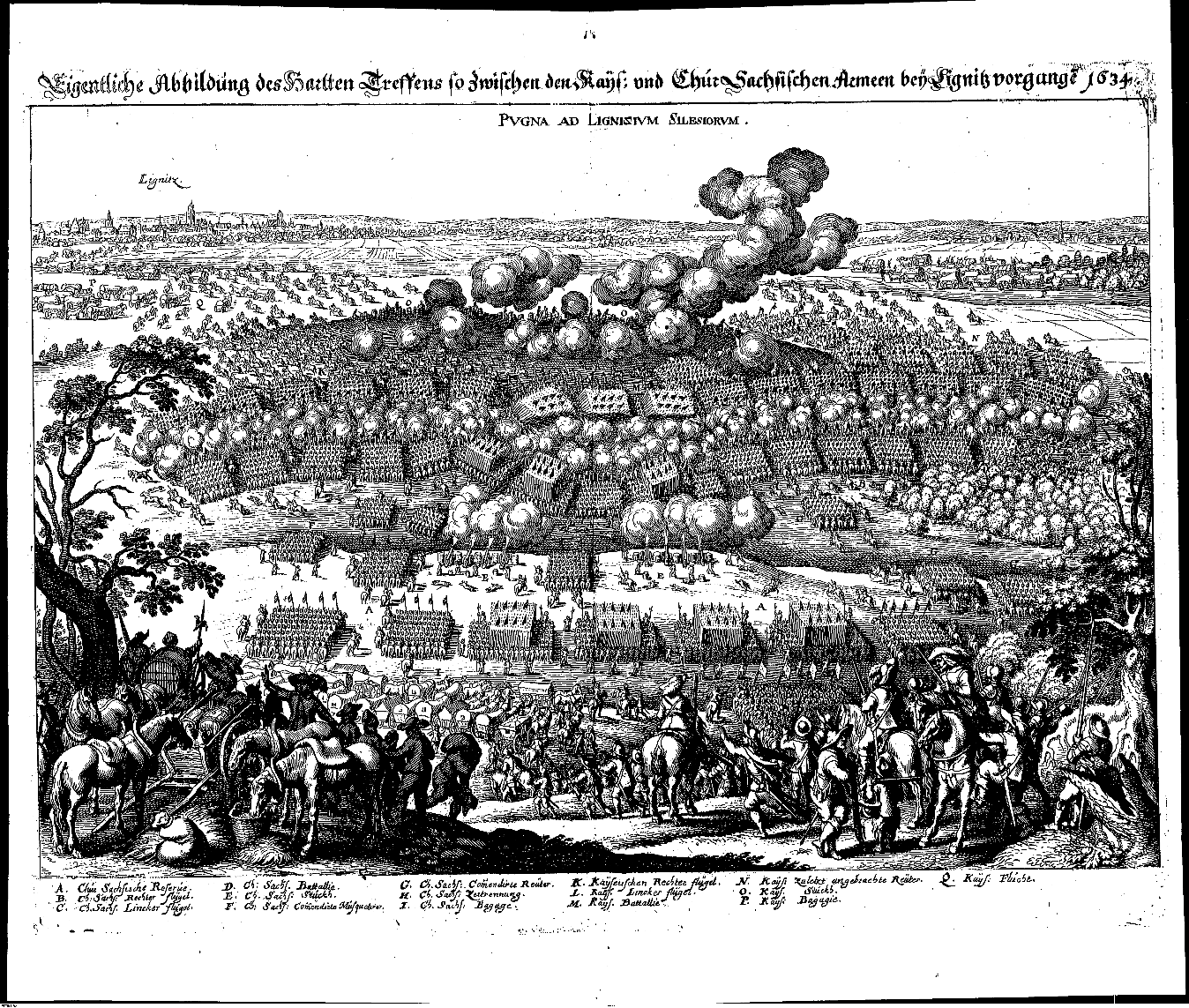
Schlacht von Liegnitz 1634

Colloredo trat früh in den Dienst Kaiser Rudolfs II., dessen geheimer Kämmerer er war. Da er jedoch große Neigung für das Waffenhandwerk hatte, widmete er sich demselben schon in jungen Jahren. Er wurde zusammen mit seinen Brüdern Rudolf und Lelius am 26. Oktober 1624 von Ferdinand II. in den Reichsgrafenstand erhoben.
Der Graf kommandierte während des Dreißigjährigen Krieges in der Schlacht bei Lützen am 6. Novemberjul. / 16. November 1632greg. in der König Gustav II. Adolf von Schweden ums Leben kam, als Generalfeldwachtmeister ein Regiment und wurde ob der gezeigten Tapferkeit und Umsicht dort und andernorts am 1. März 1634 zum Feldmarschallleutnant ernannt. In dieser Eigenschaft führte er danach in Böhmen mehrmals das Kommando gegen Bernhard von Sachsen-Weimar und andere. Später wurde er durch das schnelle Vordringen des sächsischen Generals Arnim genötigt, sich mit 112 Kompanien Kavallerie und vier Regimentern Infanterie von Felde in die Gegend von Liegnitz zurückzuziehen, wo er Arnim in Schlachtordnung erwartete. Dieser griff ihn am 3. Mai 1634 an und schlug ihn, nach anfangs schwankendem Sieg, zuletzt mit bedeutendem Verlust in die Flucht. Diese Niederlage zog ihm die Ungnade Kaiser Ferdinands II. zu; deshalb wurde er durch kriegsgerichtlichen Spruch zu einer Haft in Ödenburg verurteilt. Colloredo ertrug sein Missgeschick mit ungebrochenem Mut und ließ sich, nachdem er die Freiheit wiedererlangt hatte, in neue gefährliche Unternehmungen ein, indem er an dem Zuge nach Burgund unter Gallas teilnahm. Aber auch hier war ihm das Waffenglück nicht günstig. Er wurde am 17. März 1636 in der Schlacht bei Raon an der Meurthe erneut geschlagen, geriet in die Gefangenschaft der Franzosen und verblieb eine Zeitlang in den Händen der Sieger.
Frei geworden und zum General der Kavallerie befördert, zog Colloredo unter Befehl Ottavio Piccolominis mit einem Korps Reiterei dem von den Franzosen belagerten Saint-Omer zu Hilfe und half beim Entsatz der Stadt. Als er jedoch die Früchte seines Sieges ernten wollte, machte ein Pistolenschuss seiner zwar unglücklichen, aber immerhin rühmlichen Laufbahn ein Ende.
Aus der am 25. Februar 1629 in Wien Ehe mit Barbara Marchesa di Malvezzi († 1657) geschlossenen Ehe gingen drei Kinder hervor:
- Claudius, Domherr in Aquileja
- Eleonore (getauft am 6. März 1631 in Wien; † 18. März 1694), verheiratet (1647) mit Johann Karl Grafen von Thurn und Valsassina, Gouverneur von Triest
- Ludwig (getauft am 20. Dezember 1632; † 28. Dezember 1693), kaiserlicher Hauptmann der Trabanten-, dann der Hartschier-Garde, angeblich auch Feldzeugmeister, doch als solcher nicht nachgewiesen. Das Geschlecht starb mit Ludwig aus, da er "nur" eine Tochter, Maria Antonia, Gemahlin des Fürsten von Montecuccoli, hatte. Diese starb ohne Nachkommen und setzte mit Testament vom 5. Januar 1735 den Grafen Camillo, Sohn des Johann Baptist Colloredo von der Linie des Bernhard, zum Universalerben ein. Der Asquinische Zweig war im Mannesstamm erloschen.[8][9]

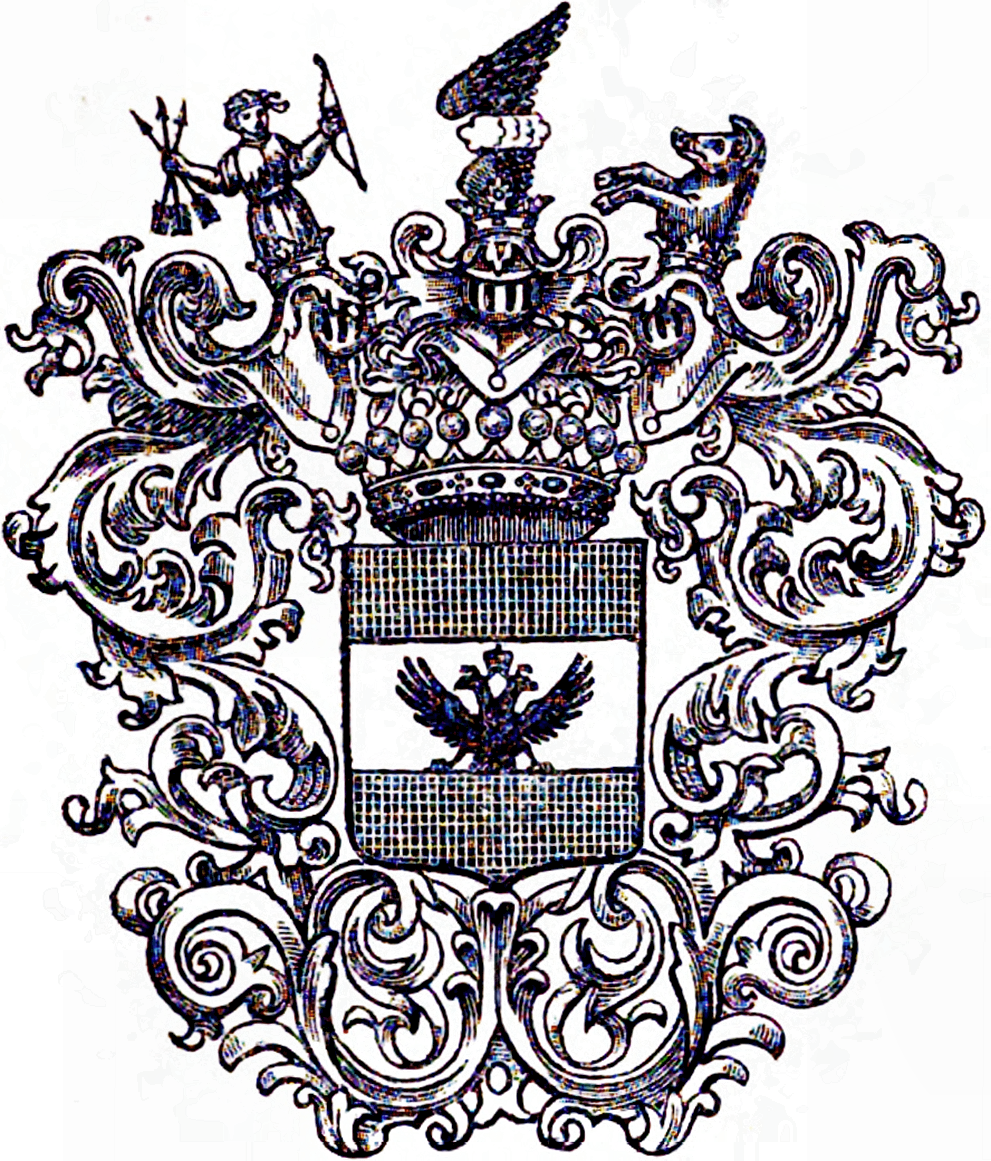
Wappen der Grafen Colloredo der Linien Asquino und Bernhard 1624

## Wappen
1624: Im schwarzen Schild ein silberner Querbalken der in der Mitte mit dem kaiserlichen Adler belegt ist. Über der Grafenkrone erbeben sie drei gekrönte Helme. Aus dem rechten Helme wächst ein aufspringender schwarzer wilder Eber mit ausgeschlagener Zunge einwärtsgekehrt auf. Der mittlere Helm trägt einen die Sachsen rechtskehrenden, geschlossenen Adlersflug, welcher mit einem silbernen Querbalken belegt ist und der linke Helm einen wachsenden Jüngling in langem weißen Kleide mit einer von weißen und roten Bändern wechselweise geflochtenen Stirnbinde, deren Enden auswärts fliegen, und einer roten Leibbinde. Die Arme sind zur Hälfte bloß und der Jüngling hält in der Rechten drei in ein Kreuz gelegte Pfeile und in der Linken aufrecht einen goldenen Bogen. Die Helmdecken sind schwarz und silbern.